# Берзиня, Лилита
Лилита Берзиня (полное имя — Лилия Давыдовна Приеде-Берзиня, Лилита Берзинь латыш. Lilita Bērziņa; 1903—1983) — советская, латышская актриса. Народная артистка СССР (1956). Лауреат Сталинской премии второй степени (1947). Герой Социалистического Труда (1978).

## Биография
Лилита Берзиня родилась 4 (17) июля 1903 года (по другим источникам — 17 (30) июля 1903 года) в Риге (ныне в Латвии) в рабочей семье. Отец работал каменщиком, мать — швея.
В 1920 году окончила 3-ю Рижскую среднюю школу.
С 1922 года — актриса Театра «Дайлес» (позже — Государственный академический художественный театр Латвийской ССР им. Я. Райниса). Со временем стала одной из ведущих актрис театра, обладавшей широким диапазоном творческих возможностей.
В качестве приглашённой актрисы играла на сцене Государственного театра драмы Латвийской ССР им. А. Упита (ныне — Латвийский Национальный театр).
Была членом художественного совета Государственного академического художественного театра им. Я. Райниса.
Снималась в кино с 1919 года в первых латышских художественных фильмах, позже — на Рижской киностудии.
Была председателем правления Театрального общества Латвийской ССР. Член Союза кинематографистов Латвийской ССР.
Избиралась членом ЦК КП Латвийской ССР, депутатом Верховного Совета Латвийской ССР 2—4-го созывов. Член Комитета по Ленинским и Государственным премиям в области литературы, искусства, архитектуры при СМ СССР.
Ушла из жизни 27 мая 1983 года в Риге. Похоронена на Лесном кладбище.

### Семья
- Муж — Янис Приеде, актёр.

## Звания и награды
- Герой Социалистического Труда (1978)
- Заслуженная артистка Латвийской ССР (1945)
- Народная артистка Латвийской ССР (1947)
- Народная артистка СССР (1956)
- Сталинская премия второй степени (1947) — за роль Спидолы в спектакле «Огонь и ночь» Я. Райниса
- Государственная премия Латвийской ССР (1982)
- Три ордена Ленина (1965, 1973, 1978)
- Два ордена Трудового Красного Знамени (1947, 1971)
- Медаль «За трудовую доблесть» (1950)
- Медали

## Творчество

### Роли в театре

#### Театр Дайлес (Художественный театр им. Я. Райниса)
- 1925 — «Грехи Трины» Р. Блауманиса — Аннуле
- 1926 — «Рига» А. Деглавса — Ортруда
- 1927 — «Бум и Юла» Н. Шкляра — Бум
- 1928 — «Швейк» Я. Гашека — Баронесса
- 1929 — «Заколдованный круг» А. Упита — Гермина
- 1929 — «Старый Адам» Ф. Арнольда и Е. Баха — Лотта
- 1930 — «Много шума из ничего» У. Шекспира — Геро
- 1931 — «Стенька Разин» Я. Гротса — Селисима
- 1932 — «Родина» Е. Яншевского — Петерене
- 1933 — «Сага о Йёсте Берлинге» С. Лагерлёф — Дона
- 1933 — «Иосиф и его братья» Я. Райниса — Аснате
- 1933 — «Дни портных в Силмачах» Р. Блауманиса — Зара
- 1934 — «Прирождённый грех» И. Кайи — Гайда
- 1934 — «Инвалид и Ралла» Я. Яунсудрабиньша — Ралла
- 1936 — «Подсвечник» А. де Мюссе — Жакелина
- 1937 — «Кастильская честь» В. Гюго — Донья Сола
- 1937 — «Отелло» У. Шекспира — Дездемона
- 1938 — «Шут» М. Зивертса — Чёрная Мэри
- 1939 — «Пер Гюнт» Г. Ибсена — Сольвейг
- 1939 — «Орлеанская дева» Ф. Шиллера — Жанна
- 1938 — «Бешеный Юрис» М. Зивертса — Билле
- 1939 — «Заговор Фиеско в Генуе» Ф. Шиллера — Империалия
- 1940 — «Фауст» И. Гёте — Гретхен
- 1941 — «Свадьба Мюнхгаузена» М. Зивертса — Якобина
- 1942 — «Элга» Г. Гауптмана — Элга
- 1943 — «Мария Стюарт» Ф. Шиллера — Мария Стюарт
- 1943 — «Ромео и Джульетта» У. Шекспира — Джульетта
- 1943 — «Мирандолина» К. Гольдони — Мирандолина
- 1946 — «Егор Булычов и другие» М. Горького — Шура
- 1946 — «Много шума из ничего» У. Шекспира — Беатриче
- 1947 — «Огонь и ночь» Я. Райниса — Спидола
- 1948 — «Укрощение укротителя» Дж. Флетчера — Мария
- 1949 — «Анна Каренина» Л. Толстого — Анна Каренина
- 1950 — «Индулис и Ария» Я. Райниса — Ария
- 1950 — «Без вины виноватые» А. Островского — Кручинина
- 1950 — «Последняя жертва» А. Островского — Тугина
- 1951 — «Три сестры» А. Чехова — Маша
- 1953 — «Морской ветер» Я. Гранта и В. Саулескална — Розалия
- 1954 — «Увядшие листья» А. Упита — Клеопатра
- 1955 — «Вей, ветерок!» Я. Райниса — Мать
- 1956 — «Вдовец» А. Упита — Милда
- 1958 — «Свадьба Мюнхгаузена» М. Зивертса — Ирма
- 1958 — «Сага о Йёсте Берлинге» С. Лагерлёф — Экебю
- 1963 — «В огне» Р. Блауманиса — Хорст
- 1965 — «Вдова полковника, или Врачи ничего не знают» Ю. Смуула — Вдова
- 1968 — «Шесть маленьких барабанщиков» А. Алунана — Анна
- 1972 — «Ричард III» У. Шекспира — Герцогиня Йоркская
- 1977 — «Оле Бинкоп» Э. Штритматтера — Мать Оле
- 1978 — «Лучшая твоя награда» Г. Приеде — Зелитите
- 1978 — «Розовый сад» Э. Ветемаа — Амалия
- 1979 — «Вдовы» А. Кертеса — Мать
- 1982 — «Обрыв» по роману И. Гончарова — Бережкова
- «Любовь Яровая» К. Тренёва — Любовь Яровая
- «Тени» М. Салтыкова-Щедрина — Софья Александровна

#### Театр драмы им. А. Упита
- 1958 — «Филумена Мартурано» Э. Де Филиппо — Филумена Мартурано
- 1975 — «Соло для часов с боем» О. Заградника — Пани Конти

### Фильмография
- 1922 — Психея — Илга

Мемориальная доска на доме, где с 1945 по 1970 год жила актриса.

- 1922 — Как волки за добычей — Эмилия Лоуренс
- 1930 — Лачплесис — Лаймдота
- 1955 — Весенние заморозки — Эда
- 1957 — Наурис — Зиле
- 1968 — Времена землемеров — Радениеце
- 1971 — Корона Российской империи, или Снова неуловимые — пожилая дама
- 1973 — Шах королеве бриллиантов — Краузе
- 1975 — Мой друг — человек несерьёзный — Андерсоне
- 1977 — Мужчина в расцвете лет — Вилде-Межниеце
- 1978 — Потому что я — Айварс Лидакс — эпизод
- 1978 — Театр — мать Джулии
- 1979 — Незаконченный ужин — фру Гренгрен
- 1979 — Всё из-за этой шальной Паулины — Паулина
- 1981 — Лимузин цвета белой ночи — Мирта
- 1982 — Забытые вещи — Лилита

## Память
- О творчестве актрисы режиссёром С. Пинне-Рикарде был снят документальный фильм «Народная артистка СССР Лилита Берзиня» (1969). Отдельные сюжеты включались в киножурналы «Падомью Латвия» и «Максла».
- В Риге, на углу улиц Тербатас и Бруниниеку, на стене дома, где жила Л. Берзиня, установлена мемориальная доска.
- В 1985 году улица Шарлотес в Риге была переименована в честь актрисы. В 1990 году восстановлено историческое название улицы.
- Союзом театральных деятелей Латвийской ССР в 1987 году была учреждена премия имени Л. Берзини, которой награждаются латвийские театральные актрисы за выдающуюся работу по созданию сценического образа своих героинь[5].